# Zavrč
Zavrč (in tedesco Sauritsch) è un comune di 1 569 abitanti della Slovenia nord-orientale. 
| %      | Ripartizione linguistica (gruppi principali) |
| ------ | -------------------------------------------- |
| 9,71%  | madrelingua croata                           |
| 88,56% | madrelingua slovena                          |